# Чекалина, Валерия Валерьевна
Вале́рия Вале́рьевна Чека́лина (при рождении Феопентова; род. 6 октября 1992, Тольятти, Самарская область), также известная как Ле́рчек, — российский блогер и телеведущая. Согласно Forbes в 2020 году занимала седьмое место в Рейтинге самых высокооплачиваемых российских звёзд в Instagram. 
Широкую известность Чекалина приобрела после возбуждения уголовного дела за уклонение от уплаты налогов и отмывании денежных средств. В исследовании технологической компании АО «Крибрум» сказано, что «Денежный марафон» Чекалиной был одним из самых популярных продуктов инфоцыганства.

## Биография
Валерия Чекалина родилась 6 октября 1992 года в Тольятти. В 2009 году окончила среднюю школу при Тольяттинской академии управления с золотой медалью и поступила в Высшую школу бизнеса МГУ. В 2013 году получила диплом бакалавра, в 2015 окончила магистратуру экономического факультета МГУ.
В 2021 году совместно с мужем Чекалина снялась в роли подруги главной героини в сериале «Зелёный мэр». В октябре 2021 года на «МУЗ-ТВ» стала ведущей рубрики «Ой, Мамочки» в программе «Каждое утро».
С 2018 года Чекалина ведёт фитнес-блог с тренировками ОФП и растяжки, проводит фитнес-марафоны на снижение веса. К августу 2021 года у неё было 9,5 миллионов подписчиков в Инстаграм. Согласно Forbes, с годовым доходом 600 тысяч долларов США она заняла седьмое место в Рейтинге самых высокооплачиваемых российских звёзд в Инстаграм. В октябре 2021 года, согласно исследованиям компании «Медиалогия», Чекалина заняла 5-е место в Топ-20 страниц в Инстаграм. В декабре 2021 года с количеством подписчиков более 10 миллионов стала 4-й в рейтинге российских авторов Инстаграм, обойдя других светских блогеров Настю Ивлееву (6 место), Карину Кросс (8 место), Ксению Бородину (9 место) и Ксению Собчак (16 место).
После произошедшей 11 марта 2022 года блокировки Инстаграм в России Чекалина перенесла свою активность в Telegram — открыла Telegram-канал «Lerchek теперь тут». По итогам марта 2022 года она набрала 1 157,5 тысяч подписчиков и по среднему количеству просмотров одного поста заняла 10 место в ТОП—30 русскоязычных каналов в Telegram.

## Уголовные дела
7 марта 2023 года в отношении Валерии Чекалиной было возбуждено уголовное дело об уклонении от уплаты налогов, а в отношении её мужа Артёма — о пособничестве в уклонении от уплаты налогов. В их доме состоялся обыск, в ходе которого правоохранители обнаружили автомобили марок Porsche, Audi, BMW (по одному экземпляру) и Mercedes-Benz (два экземпляра), валюту в долларах и заграничные паспорта. Супругов обвинили в неуплате налогов на сумму свыше 300 миллионов рублей. Валерия и Артём полностью признали вину, пообещав выплатить задолженность, и были отпущены под подписку о невыезде, однако всё их имущество на сумму в размере 311 млн рублей было арестовано. Поводом для возбуждения дела стали обвинения Чекалиной в адрес стилиста Эльвиры Янковской, которую Лерчек обвиняла в продаже фальшивых брендовых сумок: после этого заявления налоговая заинтересовалась деятельностью Чекалиной.
16 марта 2023 года против Чекалиных возбудили второе уголовное дело, но уже по обвинению в отмывании денег. Следствие заявило, что в апреле 2021 года супруги «отмыли» денежные средства в размере 130 миллионов рублей, приобретя на них валюту США. В тот же день суд законодательно лишил Чекалину доступа в Интернет, а апелляция на это решение была отклонена 20 апреля. Также 20 апреля телеграм-канал Mash сообщил, что в отношении Чекалиной началась проверка по факту клеветы в отношении Янковской.
14 июля 2023 года СК РФ попросил суд изменить меру пресечения с запрета определенных действий на домашний арест в связи с неоднократными нарушениями избранной меры пресечения.
В августе 2023 года в отношении блогера завели ещё одно уголовное дело за «отмывание денежных средств в особо крупном размере».
Федеральная налоговая служба (ФНС) назначила Валерии Чекалиной (Лерчек) штраф в размере 124 млн рублей за неуплату налогов. Это максимально допустимый штраф, составляющий 40% от всей суммы неуплаченных налогов.
1 марта 2024 года уголовное дело в отношении Валерии Чекалиной и её мужа по факту отмывания денег было закрыто за отсутствием состава преступления: Чекалины полностью погасили свой долг, выплатив государству с учётом пеней и штрафов порядка 504 миллионов рублей.
3 октября Валерию и Артема Чекалиных задержали на 48 часов. 4 октября 2024 года блогеров доставили в Троицкий суд Москвы для рассмотрения ходатайства об избрании им меры пресечения по делу об выводе из России 250 миллионов рублей. Чекалиным и их бизнес-партнеру Роману Вишняку предъявили обвинение за валютные операции с использованием подложных документов. Согласно следствию известно, что именно Вишняк помог Чекалиным вывести через Дубай около одного миллиона долларов за 2024 год и 250 миллионов рублей в 2022 году.. Суд отправил всех троих под домашний арест до 26 ноября 2024 года. Позже суд продлил домашний арест до 26 марта 2025 года.

## Семья
Есть младший брат, мать, отец умер в 2001 году. В браке с 2012 года, супруг ― Артём Чекалин. В 2016 году 12 февраля в Москве родились двое детей, двойняшки (Алиса и Богдан). 21 марта 2022 года в Майами (США) родила третьего ребёнка по имени Лев. 19 марта 2024 года стало известно, что Лерчек подала в суд заявление о разводе с мужем.